# Pandanus tiassaleensis
Pandanus tiassaleensis är en enhjärtbladig växtart som beskrevs av Huynh. Pandanus tiassaleensis ingår i släktet Pandanus och familjen Pandanaceae.
Artens utbredningsområde är Elfenbenskusten. Inga underarter finns listade.